# Cláudio
Cláudio là một đô thị thuộc bang Minas Gerais, Brasil. Đô thị này có diện tích 630,278 km², dân số năm 2007 là 24590 người, mật độ 40,5 người/km².